# Liste der Biografien/Muro
Liste der Biografien |
Portal Biografien |
Personensuche
# |
A |
B |
C |
D |
E |
F |
G |
H |
I |
J |
K |
L |
M |
N |
O |
P |
Q |
R |
S |
T |
U |
V |
W |
X |
Y |
Z |
?
 
Ma |
Mb |
Mc |
Md |
Me |
Mf |
Mg |
Mh |
Mi |
Mj |
Mk |
Ml |
Mm |
Mn |
Mo |
Mp |
Mq |
Mr |
Ms |
Mt |
Mu |
Mv |
Mw |
Mx |
My |
Mz
 
Mua |
Mub |
Muc |
Mud |
Mue |
Muf |
Mug |
Muh |
Mui |
Muj |
Muk |
Mul |
Mum |
Mun |
Muo |
Mup |
Muq |
Mur |
Mus |
Mut |
Muu |
Muv |
Muw |
Mux |
Muy |
Muz
 
Mura |
Murb |
Murc |
Murd |
Mure |
Murf |
Murg |
Murh |
Muri |
Murj |
Murk |
Murl |
Murm |
Murn |
Muro |
Murp |
Murr |
Murs |
Murt |
Muru |
Murv |
Murw |
Mury |
Murz
Die Liste der Biografien führt alle Personen auf, die in der deutschsprachigen Wikipedia einen Artikel haben. Dieses ist eine Teilliste mit 26 Einträgen von Personen, deren Namen mit den Buchstaben „Muro“ beginnt.

## Muro
- Murō Saisei (1889–1962), japanischer Schriftsteller
- Muro, Alberto (1927–1997), argentinischer Fußballspieler und -trainer
- Muro, James Michael (* 1966), US-amerikanischer Kameramann
- Muro, Jesús del (1937–2022), mexikanischer Fußballspieler und -trainer
- Muro, Kyūsō (1658–1734), japanischer Philosoph
- Muro, Takuya (* 1982), japanischer Fußballspieler

### Murod
- Murod, Makmun (1924–2011), indonesischer General und Diplomat
- Murodov, Usta Shirin (1879–1957), sowjetisch usbekischer Maler, Töpfer und Folklorist

### Murof
- Murofushi, Kōji (* 1974), japanischer Leichtathlet
- Murofushi, Shigenobu (* 1945), japanischer Hammerwerfer
- Murofushi, Wataru (* 1995), japanischer Fußballspieler
- Murofushi, Yuka (* 1977), japanische Leichtathletin

### Muroi
- Muroi, Ichiei (* 1974), japanischer Fußballspieler
- Muroi, Keisuke (* 2000), japanischer Fußballspieler
- Muroi, Shigeru (* 1960), japanische Schauspielerin

### Murol
- Murol, Jean de († 1399), Bischof von Genf und Saint-Paul-Trois-Châteaux, Kardinal
- Murolo, Roberto (1912–2003), italienischer Sänger, Gitarrist und Cantautore

### Murom
- Muromzew, Sergei Andrejewitsch (1850–1910), russischer Rechtswissenschaftler, Präsident der ersten Staatsduma (1906)

### Murot
- Murota, Kazuo (* 1955), japanischer Mathematiker
- Murotova, Lola (1958–2022), usbekische Politikerin, Heldin Usbekistans
- Murotsu, Hayato (* 2000), japanischer Fußballspieler

### Murow
- Murow, Askold Fjodorowitsch (1928–1996), russischer Komponist
- Murowaniecki, Wiesław (1931–2023), polnischer Radrennfahrer
- Murowatz, Lona (1919–2016), österreichische Politikerin (SPÖ), Abgeordnete zum Nationalrat

### Muroy
- Muroya, Sei (* 1994), japanischer FußballspielerSei Muroya (* 1994)

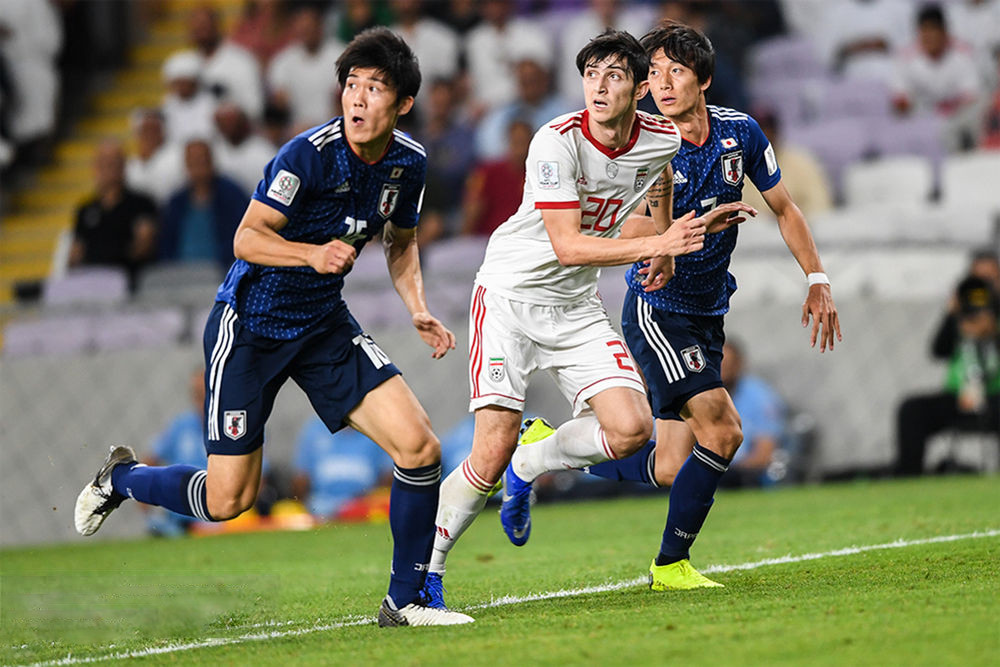
Sei Muroya (* 1994)

- Muroya, Yoshihide (* 1973), japanischer Kunstflugpilot